# تپه قالا جهان دیز
تپه قالا جهان دیز مربوط به سدهٔ ۷ و ۸ ه.ق است و در شهرستان میانه بخش کندوان، دهستان کندوان، ۴۵۰ متری جنوب شرقی روستای جهان دیز واقع شده و این اثر در تاریخ ۲۳ بهمن ۱۳۸۵ با شمارهٔ ثبت ۱۷۳۴۱ به‌عنوان یکی از آثار ملی ایران به ثبت رسیده است.